# NGC 4753
NGC 4753是一個位於室女座的透鏡狀星系，距離地球約6,000萬光年。NGC 4753是由天文學家威廉·赫雪爾 於1784年2月22日發現的。
NGC 4753以核心周圍明顯的塵埃帶而聞名。NGC 4753是NGC 4753星系群的成員，而NGC 4753星系群又是室女座 II星系群的成員，室女座 II星系群是從室女座超星系團南部邊緣延伸出來的一系列星系和星系團。